# Шиги-Хутуху
Шиги-Хутуху, Шики-Кутуку (монг. Шихихутуг?, ᠰᠢᠭᠢᠬᠤᠲᠤᠭ?; кит. 失吉忽禿忽) — высокий чиновник раннего периода Монгольской империи, военачальник, сводный брат Чингисхана.

## Биография
Согласно «Сокровенному сказанию монголов», Шиги-Хутуху был сыном знатного татарина. В раннем детстве, в начале 1190-х годов был потерян в ходе схватки между татарами и монголами и, обнаруженный людьми Тэмуджина, был принят и усыновлён его матерью Оэлун.
Повзрослев, Шиги-Хутуху оказался сведущ в вопросах обычного права и внёс немалую лепту в создание Ясы в первые годы существования Монгольской империи. В 1206 году Чингисхан назначил его судьёй, и Шиги-Хутуху занимался вопросами делопроизводства, поддерживая тесные связи с Елюй Чуцаем.
В 1221 году Шиги-Хутуху возглавил монгольские войска в битве при Парване против сил хорезмийцев, ведомых Джелал ад-Дином Макбурны, однако потерпел одно из немногих поражений в ходе войны.
Был назначен Угедеем верховным судьёй Северного Китая.

## В культуре
Шиги-Хутуху стал персонажем романа Исая Калашникова «Жестокий век» (1978).